# 裏切りのスナイパー
『裏切りのスナイパー』（うらぎりのスナイパー、Le Guetteur）は2012年のフランス・ベルギー・イタリア合作の犯罪アクション映画。監督はイタリアのベテラン俳優ミケーレ・プラチドで、端役で出演もしている。
日本では劇場未公開だが、WOWOWで2013年9月8日に放送された他、同年10月4日にDVDが発売された。

## ストーリー
ヴァンサン率いる強盗団は、銀行強盗を働いた直後にマテイ警視らに取り囲まれ、銃撃戦の末、運転手のライアンを失うものの、ヴァンサンの正確な狙撃により、残った4人（ヴァンサン、ダヴィド、エリク、ニコ）は脱出に成功する。大怪我をしたニコはエリクが紹介した闇医者フランクの手術によって一命を取り留める。ヴァンサンが金を隠し、ほとぼりが冷めたところで金を山分けすることになったが、ヴァンサンは何者かの密告により逮捕され、ヴァンサンの弁護士で金の隠し場所を知る元恋人のカティが惨殺される。ヴァンサンは護送中に脱走して、金の隠し場所に行くと、ダヴィドが殺されており、金は奪われていた。エリクを裏切り者と睨んだヴァンサンはエリクの行方を追うが、エリクから全てがフランクの仕業であることを聞かされる。一方、ニコはフランクの裏切りに気付いて隠れ家に乗り込むが、返り討ちにあって殺される。フランクは多くの女性を嬲り殺しにして来た猟奇連続殺人犯だったのだ。
マテイはヴァンサンの正体がマテイの息子ダミアンとともにアフガニスタンに諜報員として派遣された狙撃兵だったことを知らされる。しかも、ヴァンサンは現地で正気を失ったダミアンを殺し、脱走していたのだ。
逃亡したフランクだったがヴァンサンの密告により呆気なく逮捕される。マテイは、裁判に出廷するために護送されるフランクをヴァンサンが狙っていると睨むが、ヴァンサンはエリクに自分のフリをさせて警察の目をそらし、銃を奪って脱走したフランクの前に姿を現す。そこにマテイが現れ、ヴァンサンに銃を向ける。ヴァンサンが銃を捨てると、フランクはマテイを撃つが、ヴァンサンに首を切られて死ぬ。マテイとヴァンサンは銃を向け合うが、ヴァンサンは銃を捨ててその場を去って行く。マテイはヴァンサンの背に銃を向けるが、撃てないままヴァンサンを見送る。ヴァンサンは1人で街をさまよう。

## キャスト
- マテイ警視 - ダニエル・オートゥイユ： 大規模強奪事件の捜査を指揮。
- ヴァンサン・カミンスキ - マチュー・カソヴィッツ： スナイパー。強盗団のボス。
- フランク - オリヴィエ・グルメ： 医師免許を剥奪された闇医者。
- エリク - フランシス・ルノー： 強盗団のメンバー。不治の病で薬物中毒。
- メイエ警部 - ニコラ・ブリアンソン： マテイの部下。
- ダヴィド - ジェローム・プーリー（フランス語版）： 強盗団のメンバー。
- アナ - ヴィオランテ・プラシド[5]： ニコの妻。妊娠中。
- ニコラ（ニコ） - ルカ・アルジェンテロ： 強盗団のメンバー。イタリア人。35歳。前科者。
- カトリーヌ（カティ）・ボーモン - アルリ・ホベール： ヴァンサンの弁護士で元恋人。
- ジョヴァンニ - ミケーレ・プラチド： 自動車整備工場経営者。フランクに偽造IDを作るよう頼まれるが断る。
- バルバラ - ファニー・アルダン[6]： ジョヴァンニの妻。